# AleXa
Pour les articles homonymes, voir Alexa.
Alexaundra Christine Schneiderman, connu sous le nom de Kim Seri, précédemment sous le nom d'Alex Christine et d'AleXa, née le 9 décembre 1996 à Tulsa, est une chanteuse américaine de K-pop.

## Biographie
Elle remporte l'émission musicale American Song Contest en 2022 avec sa chanson Wonderland.

## Discographie

### Albums studio
- Sugarcoat (2025)

### EPs
- Do or Die (2020)
- Decoherence (2020)
- Girls Gone Vogue (2022)
- Juliet (2023)

### Singles
- Bomb (2019)
- ReviveR (2021)
- Tattoo (2022)